# سارة ويست
سارة ويست (بالإنجليزية: Sarah West)‏ هي متسابقة يخت بريطانية، ولدت في 1972 في غريمسبي ‏ في المملكة المتحدة.